# Culex subsalisburiensis
Culex subsalisburiensis är en tvåvingeart som beskrevs av Herve och Geoffroy 1974. Culex subsalisburiensis ingår i släktet Culex och familjen stickmyggor. Inga underarter finns listade i Catalogue of Life.